# Dekanat Kuźnia Raciborska
Dekanat Kuźnia Raciborska – jeden z 16 dekanatów katolickich wchodzących w skład diecezji gliwickiej, w którego skład wchodzi 10 parafii.

## Parafie dekanatu Kuźnia Raciborska
- Bargłówka: Parafia Trójcy Świętej
- Dziergowice: Parafia św. Anny
- Kuźnia Raciborska: Parafia św. Marii Magdaleny
- Turze: Parafia Najświętszego Serca Pana Jezusa
- Nędza: Parafia Matki Boskiej Różańcowej
- Babice: Parafia św. Anny
- Górki Śląskie: Parafia Dobrego Pasterza
- Rudy: Wniebowzięcia Najświętszej Maryi Panny
- Stanica: Parafia św. Marcina
- Zawada Książęca: Parafia św. Józefa Robotnika